# Eddie Deezen
Edward Harry Deezen, detto Eddie (Cumberland, 6 marzo 1957), è un attore statunitense.

## Filmografia parziale
- 1964 - Allarme a N.Y. arrivano i Beatles! (I Wanna Hold Your Hand), regia di Robert Zemeckis (1978)
- Grease (Brillantina) (Grease), regia di Randal Kleiser (1978)
- 1941 - Allarme a Hollywood (1941), regia di Steven Spielberg (1979)
- Wargames - Giochi di guerra (Wargames), regia di John Badham (1983)
- Eddy e la banda del sole luminoso (Rock-a-Doodle), regia di Don Bluth e Dan Kuenster (1992) - voce
- Ecco Pippo! (1 episodio, 1992) – voce
- Timon e Pumbaa (1 episodio, 1996) – voce
- Il laboratorio di Dexter (Dexter's Laboratory), regia di Genndy Tartakovsky, Rob Renzetti e Chris Savino (20 episodi, 1996-2003) - voce
- Polar Express, regia di Robert Zemeckis (2004)
- Kim Possible, regia di Mark McCorkle e Bob Schooley (4 episodi, 2002-2007) - voce
- A Fairly Odd Movie: Grow Up, Timmy Turner! - film TV (2011)
- Manny tuttofare (1 episodio, 2012) - voce

## Doppiatori italiani
Nelle versioni in italiano delle opere in cui ha recitato, Eddie Deezen è stato doppiato da:
- Oreste Baldini in Follia di mezzanotte, Punky Brewster
- Oreste Lionello in 1941 - Allarme a Hollywood
- Leonardo Graziano in Polar Express
- Davide Perino in Grease (ridoppiaggio)

Da doppiatore è sostituito da:
- Marco Mete in Eddy e la banda del sole luminoso
- Paolo Vivio in Kim Possible
- Daniela Fava ne Il laboratorio di Dexter (ridoppiaggio)